# One-north

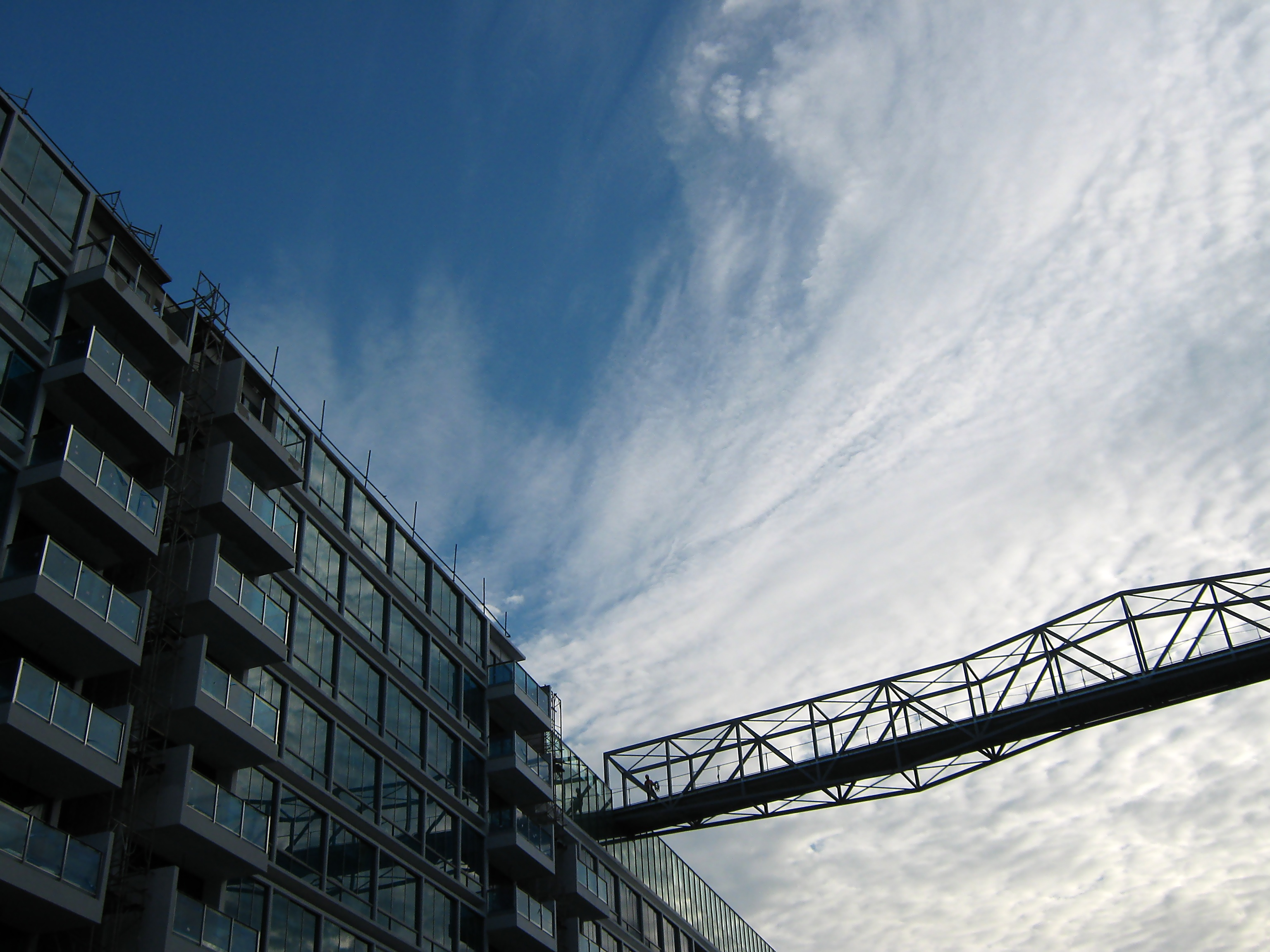
Vista di una struttura della One north

One-north è una subzona e un parco industriale situato a Queenstown, Singapore. Il parco è stato sviluppato da JTC Corporation per il cluster di ricerca e sviluppo e alta tecnologia, comprendente scienze biomediche, tecnologia infocomm (ICT) e industrie dei media. Sebbene lo sviluppo sia stato prima concettualizzato nel National Technology Plan 1991, è stato lanciato ufficialmente solo nel 2001 dall'ex vice primo ministro Tony Tan Keng Yam con la base per la creazione di un "polo globale di talenti" e di un'economia basata sulla conoscenza.

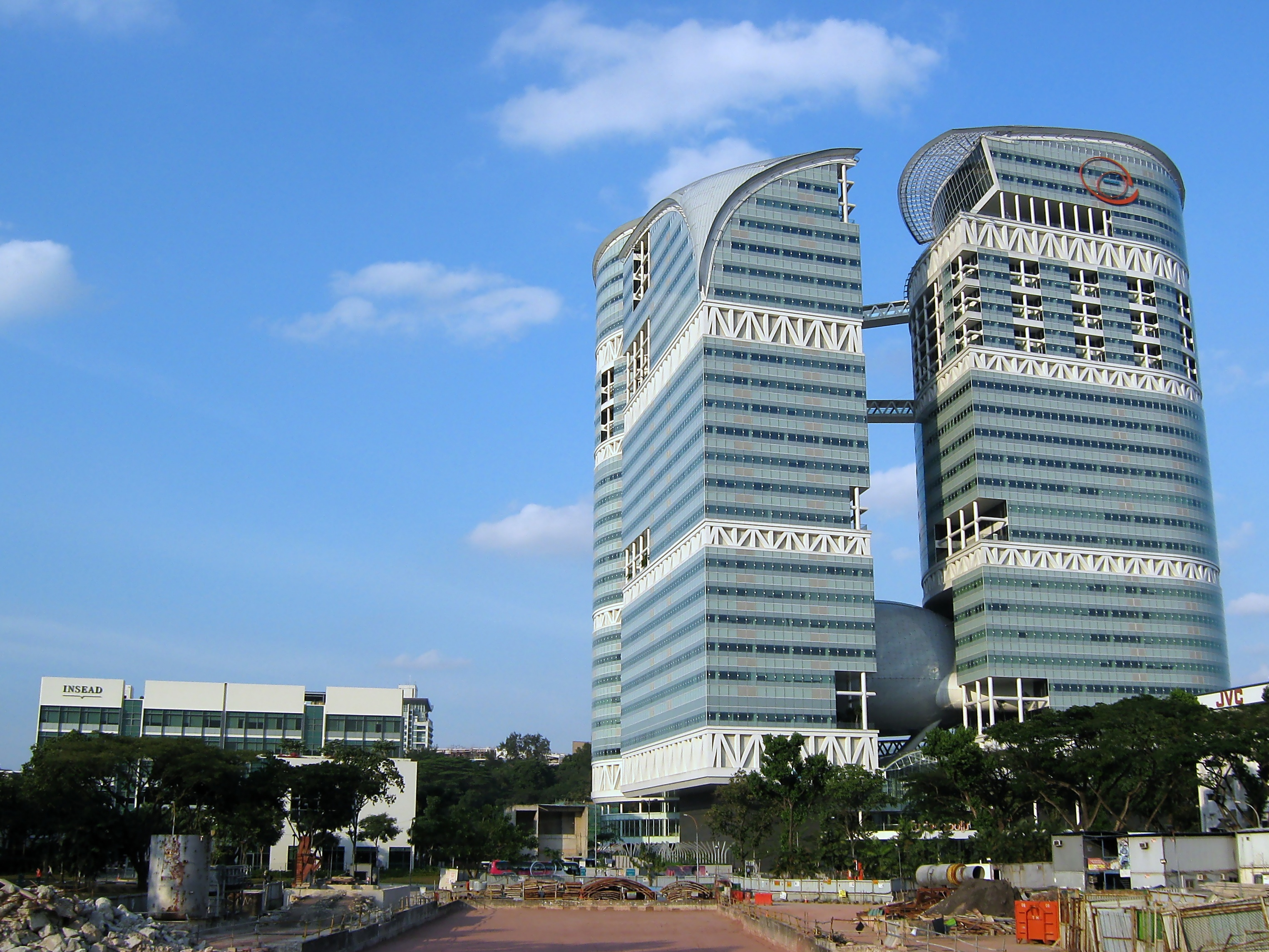
Fusionopolis al One-north in Buona Vista, Singapore

Chiamata anche One North Singapore o One North Masterplan, che è stato progettato da Zaha Hadid, è situato vicino a istituti di istruzione e ricerca come l'Università Nazionale di Singapore (NUS), l'INSEAD, il Singapore Institute of Technology (SIT) e il Singapore Science Parks. Nel 2012, ESSEC Business School ha anche creato il suo campus asiatico, per un investimento totale di $ 40 milioni. 

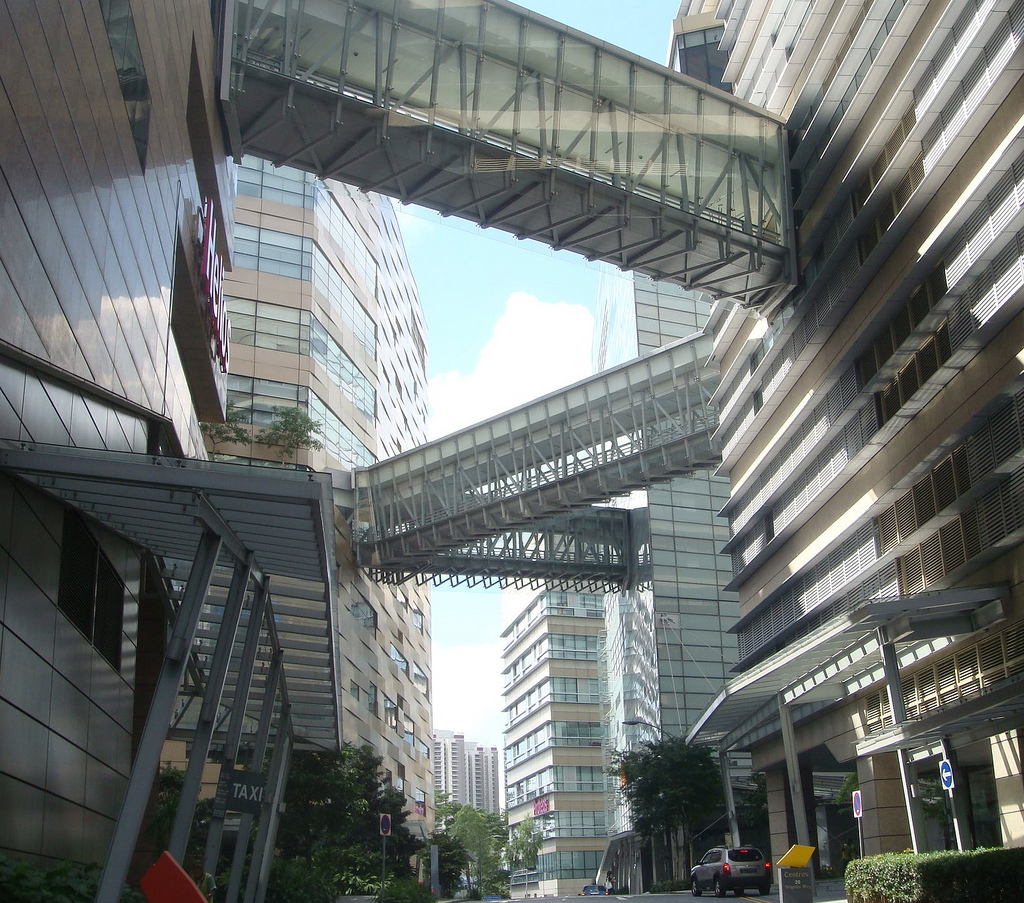
Biopolis

Oltre ad essere un "hub scienza", un altro obiettivo della zona è quello di creare una comunità dove residenziale. In quanto tale, il one north non sarà solo un progetto di governo, ma anche uno settori in cui privati contribuire a fornire i servizi sociali e ricreative per le persone che lavorano e che vivono lì.